# Erin Karpluk
Erin Karpluk (Jasper, Alberta, 17 oktober 1978) is een Canadese actrice. Ze speelde tussen 2009 en 2011 het hoofdpersonage Erica Strange in de televisieserie Being Erica.

## Biografie
Karpluk, die in 2000 afstudeerde aan de University of Victoria, was sinds te zien in een aantal televisiefilms en ze had een aantal gastrollen in televisieseries. Ze was onder meer te zien in Jeremiah, Dark Angel, The Dead Zone, Battlestar Galactica, Bionic Woman en in The L Word. In de periode 2005-2006 had ze een hoofdrol in de komische Canadese serie Godiva's, die twee seizoenen duurde en in totaal negentien afleveringen telde. Haar tot nog toe meest belangrijke rol kwam er in 2009 toen ze gecast werd om het hoofdpersonage te spelen in de televisieserie Being Erica. De serie duurde vier seizoenen en telde 49 afleveringen in totaal. Ze won voor deze rol in 2009 een Gemini Award en in 2010 een Leo Award.

## Filmografie
| Jaar      | Productie                      | Rol                    | Opmerking(en)                   |
| --------- | ------------------------------ | ---------------------- | ------------------------------- |
| 2000      | So...?                         | Bagel Girl             |                                 |
| 2002      | Glory Days                     | Cal Henries            | (6 afleveringen)                |
| 2002      | Jeremiah                       | Sadie                  | Gastrol (1 aflevering)          |
| 2002      | Dark Angel                     | Gem                    | Gastrol (1 aflevering)          |
| 2002      | Carrie                         | Madeline               | Televisiefilm                   |
| 2002      | Taken                          | Sarah                  | Gastrol (1 aflevering)          |
| 2003      | The Dead Zone                  | Maddy Powers           | Gastrol (1 aflevering)          |
| 2003      | Maximum Surge                  | Zoey                   | Televisiefilm                   |
| 2003      | Game Over                      | Zoey                   | Televisiefilm                   |
| 2003      | Battlestar Galactica           | Woman #1               | Gastrol (2 afleveringen)        |
| 2004      | I Want to Marry Ryan Banks     | Nikki                  | Televisiefilm                   |
| 2004      | It Must Be Love                | Tess Gazelle           | Televisiefilm                   |
| 2004      | Family Sins                    | Carol Geck             | Televisiefilm                   |
| 2004      | 10.5                           | Rachel, Williams' Aide | Televisiefilm                   |
| 2004      | Ripper 2: Letter from Within   | Molly Keller           | Film                            |
| 2004      | Eve's Christmas                | Mandy                  | Televisiefilm                   |
| 2004      | Legend of Earthsea             | Diana                  | Televisiefilm in 2 delen        |
| 2005      | Killer Instinct                | Robin                  | Gastrol (1 aflevering)          |
| 2005–2006 | Godiva's                       | Kate                   | (19 afleveringen)               |
| 2006      | Supernatural                   | Monica                 | Gastrol (afl. 1x21 "Salvation") |
| 2006      | Almost Heaven                  | Catherine              | Film                            |
| 2006      | Echoes of an Epic              | Jody                   | Film                            |
| 2006      | Men in Trees                   | Amanda                 | Gastrol (1 aflevering)          |
| 2006      | Love and Other Dilemmas        | Lucy Ladro             | Film                            |
| 2007      | Termination Point              | Allison Curran         | Televisiefilm                   |
| 2007      | Judicial Indiscretion          | Jennifer               | Televisiefilm                   |
| 2007      | Luna: Spirit of the Whale      | Jill Mackay            | Televisiefilm                   |
| 2007      | Bionic Woman                   | Robin                  | Gastrol (2 afleveringen)        |
| 2007      | Flash Gordon                   | Dr. Debra Peterson     | Gastrol (1 aflevering)          |
| 2007      | Snowglobe                      | Claire                 | Televisiefilm                   |
| 2008      | The L Word                     | Alysse                 | Gastrol (3 afleveringen)        |
| 2008      | Trial By Fire                  | Chelsea                | Televisiefilm                   |
| 2008      | Walk the Dog                   | Woman                  |                                 |
| 2008      | The Guard                      | Robyn                  | Gastrol (2 afleveringen)        |
| 2009      | Wyvern                         | Claire                 | Televisiefilm                   |
| 2009      | Revolution                     | Connie                 | Televisiefilm                   |
| 2009      | Debbie Macomber’s Mrs. Miracle | Reba Maxwell           | Televisiefilm                   |
| 2009–2011 | Being Erica                    | Erica Strange          | Hoofdrol (49 afleveringen)      |
| 2010–2011 | Life Unexpected                | Alice                  | (7 afleveringen)                |
| 2011      | Christmas Lodge                | Mary                   | Televisiefilm                   |
| 2011      | Captain Starship               | Candace                |                                 |
| 2013      | Jack                           | Alison                 | Televisiefilm                   |
| 2013      | Bailout: The Age of Greed      | Rosie Baxford          |                                 |

- Biblioteca Nacional de España: XX1707176
- Bibliothèque nationale de France: cb15024031h (data)
- Gemeinsame Normdatei: 1055031456
- International Standard Name Identifier: 0000 0001 1457 4062
- Library of Congress Control Number: no2010185332
- Nederlandse Thesaurus van Auteursnamen: 351190104
- Virtual International Authority File: 160320428
- WorldCat: E39PBJmxWCfY9h4vDbt7K93qQq